# Космос-1944
Космос-1944 је један од преко 2400 совјетских вјештачких сателита лансираних у оквиру програма Космос.
Космос-1944 је лансиран са космодрома Тјуратам, Бајконур, СССР, 18. маја 1988. Ракета-носач Сојуз је поставила сателит у орбиту око планете Земље. 